# Письмо (фильм, 1929)
Письмо (англ. The Letter) — американская драма режиссёра Жана Де Лимура 1929 года. Джинн Иглс была посмертно номинирована на премию «Оскар» за лучшую женскую роль.

## Сюжет
Лесли Кросби, уставшая от серой семейной жизни, заводит себе любовника, импозантного Джеффри Хэммонда. Однако и между ними вскоре остывают отношения, также стремительно, как и разгоралась страсть. Наконец, Лесли получает от Джеффри письмо, в котором он признается, что полюбил другую — китаянку Ли Те, окончательно разбивает ей сердце. А ревнивый муж Роберт, между тем, покупает новую винтовку.

## В ролях
- Джин Иглс — Лесли Кросби
- А. П. Хегги — Джойс
- Реджинальд Оуэн — Роберт Кросби
- Герберт Маршалл — Джеффри Хэммонд
- Ирэн Браун — миссис Джойс
- леди Цен Мэй — Ли Те
- Тамаки Йошивара — Вот Ли Сенг
- Кеннет Томсон
- Питер Чонг